# Редницхембах
Редницхембах (нем. Rednitzhembach) — община в Германии, в земле Бавария. 
Подчиняется административному округу Средняя Франкония. Входит в состав района Рот.  Население составляет 6908 человек (на 31 декабря 2010 года). Занимает площадь 13,01 км².
Коммуна подразделяется на 7 сельских округов.

## Население
По оценке на 31 декабря 2015 года население общины Редницхембах составляет 6834 чел. 

| Дата      | 1840 | 1871 | 1900 | 1925 | 1939 | 1950 | 1961 | 1970 | 1987 | 2011 |
| --------- | ---- | ---- | ---- | ---- | ---- | ---- | ---- | ---- | ---- | ---- |
| Население | 852  | 752  | 705  | 816  | 1076 | 1720 | 2310 | 2966 | 5447 | 6841 |

| Год       | 1960 | 1970 | 1980 | 1990 | 2000 | 2009 | 2010 | 2011 | 2012 | 2013 | 2014 | 2015 |
| --------- | ---- | ---- | ---- | ---- | ---- | ---- | ---- | ---- | ---- | ---- | ---- | ---- |
| Население | 2275 | 3033 | 5066 | 5824 | 6807 | 6880 | 6908 | 6804 | 6818 | 6812 | 6807 | 6834 |